# Ebba Högfeldt
Ebba Högfeldt (från gift 1926 Larka), född 12 oktober 1894 i Halmstad, död 30 september 1976 i Stockholm, var en svensk operasångerska.
Ebba Högfelt var dotter till fabrikören Olof Högfeldt. Hon fick sin utbildning vid Musikkonservatoriet och Operaskolan samt studerade sång i London 1931 och 1935. Högfeldt var engagerad vid Kungliga teatern 1920–1928 och framförde under denna tid med framgång flera större och mindre partier i mezzosopran- och altfacket, bland vilka märks Ortrud i Lohengrin, Maddalena i Rigoletto, Azucena i Trubaduren, Amneris i Aida, Martha i Mefistofeles, Fredrik i Mignon, Rosette i Manon, Delila i Simson och Delila, Laura i Jolantha, Suzuki i Madame Butterfly, Kerstis mor i Kronbruden och Mor Kristoffers i Bäckahästen. Hon uppträdde även som solist i Konsertföreningen i Stockholm, som konsertsångerska i andra svenska städer samt i svensk, dansk och brittisk radio.